# 乔治·康迪利斯
乔治·康迪利斯（羅馬化：Geórgios Kondýlis；1878年8月14日—1936年2月1日），绰号"Keravnos"（意为“雷电”）。希腊中将，政治人物，曾于1935年短暂担任希腊王国首相。

## 生平
生于希腊埃夫里塔尼亚州Prousos。1896年，他参加军队。1935年10月10日，他宣布自己为摄政，废除共和制。乔治二世 (希腊)返回国内后，他因政见不合辞职。